# Algodão-doce

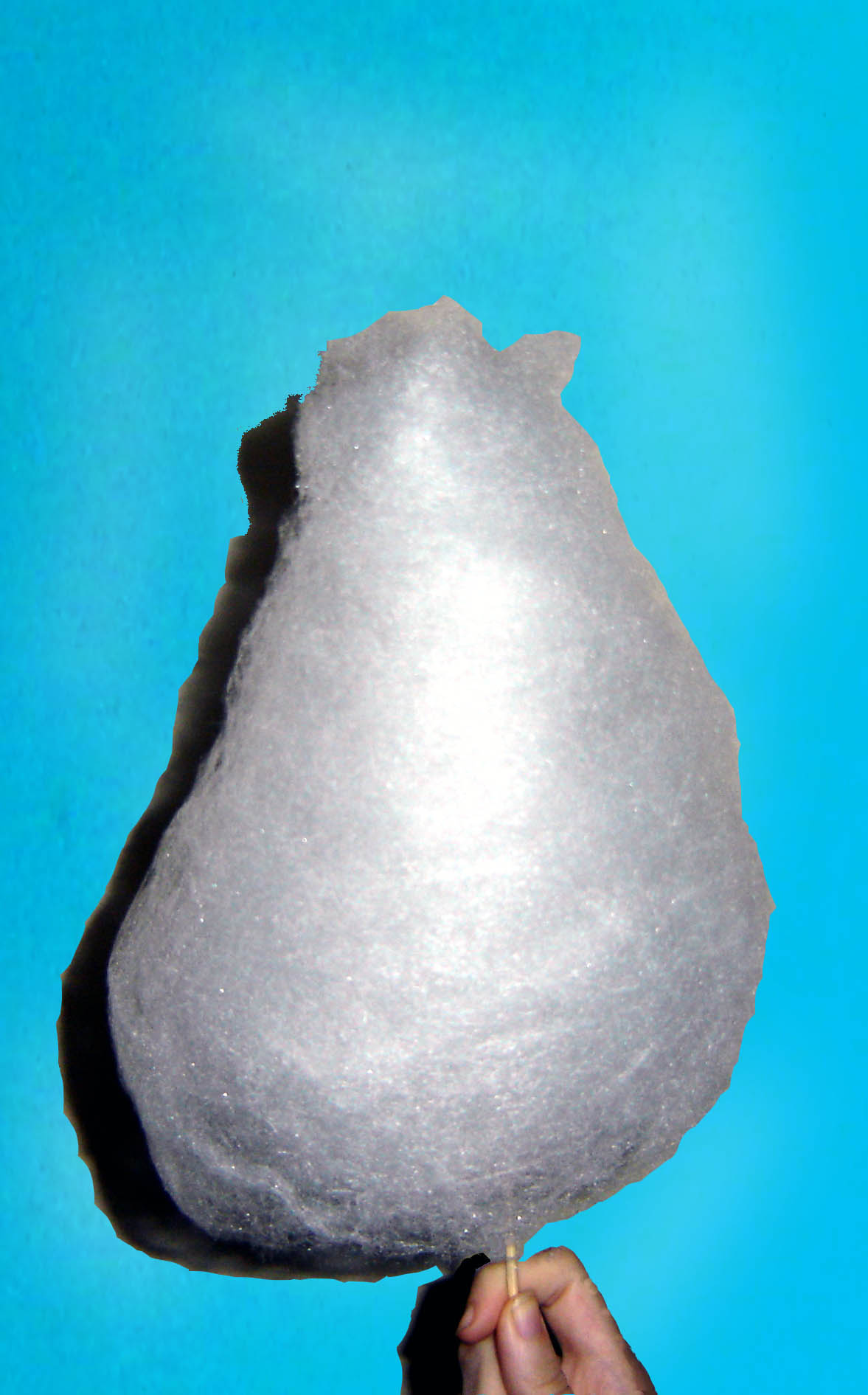
Algodão-doce fabricado no Brasil.

O algodão-doce é um doce formado a partir de açúcar cristalizado. É normalmente fabricado pelo processo de trefilação de açúcar em máquinas especiais, e comercializado em feiras, praças, circos, cinemas e quiosques de shopping centers. Normalmente possui a cor branca ou rosa, mas pode vir em outras cores, como verde, amarelo ou azul. O doce, com aspecto visual de algodão, é espetado por um palito e envolto por um saco plástico transparente. O algodão-doce é, quimicamente, um material amorfo.

## História
É incerto a primeira pessoa a inventar o algodão doce. Alguns dizem esse William Morrison e John Wharton, fabricantes do doce de Nashville, Tennessee, inventaram-no em 1897. Inventaram um dispositivo, composto por uma bacia com furos minúsculos que, quando aquecida, o açúcar contido nela sofre o processo de trefilação e ganha aspecto visual de algodão. Receberam uma patente para sua máquina em 1899. 
Originalmente o chamaram de "The Floss Fairy". Como a bacia girava ao redor, o açúcar derretido era forçado através dos furos minúsculos na bacia. Assim que entrava em contato com o ar fresco, o açúcar derretido dava forma ao tal doce, macio. 
Introduziram sua invenção ao mundo no St. Louis Worlds Fair em 1904 e venderam aproximadamente 68.655 caixas por 25 centavos cada um.
Outros dizem que o algodão doce foi inventado por Thomas Patton em 1900. 
Ele recebeu uma patente para usar uma placa girando sobre um fogo a gás, enquanto linhas de algodão-doce tomavam forma, através de uma forquilha. Introduziu-se então o algodão-doce nesse ano (1900) no Ringling Bros Circus. Em torno desse mesmo tempo, um dentista de Louisiana introduziu sua versão de algodão-doce em sua prática dental. 
Nunca recebeu uma patente ou uma marca registrada para a a confecção.

## Produção

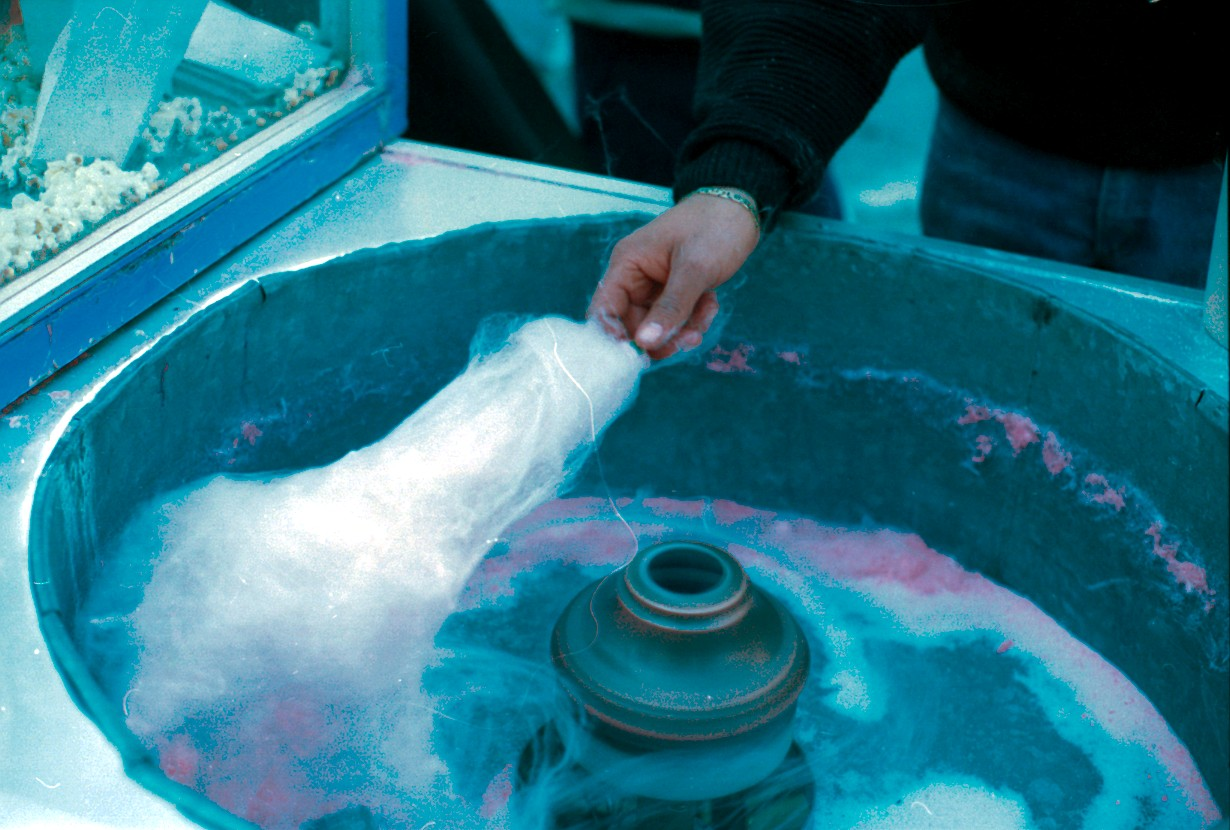
Algodão-doce sendo fabricado.

O doce de algodão é um daqueles alimentos notáveis que são simples fazer, desde que você tenha o equipamento correto.
Para fazê-lo necessita-se de cinco coisas: 
Açúcar Cristal Branco ou Colorido (a coloração pode ser misturado com o açúcar) 
Calor para derreter o açúcar a um estado líquido 
Uma cabeça girando que use a força centrífuga forçar o açúcar à tela.
Uma tela com furos muito pequenos que o açúcar liquifeito é forçado completamente dar forma às linhas 
Uma bacia ou uma bandeja para travar as linhas que surgem. 
O açúcar é derramado na cabeça do aparelho girando que contem calefatores localizados perto da tela. Porque as rotações principais forçam o açúcar no calefator que derrete o açúcar em um estado líquido. O açúcar líquido passa através dos furos pequenos na tela e assim que tocar no ar circunvizinho, solidificando-se em linhas de açúcar que são coletadas na bandeja. Uma vara de papel é usada para recolher as linhas em um cone girando o em torno da cabeça do aparelho.